# Rafael Pérez
Rafael Pérez, född 3 juli 1946, död 25 april 2019, var en friidrottare från Costa Rica. Han deltog vid olympiska sommarspelen 1968 och olympiska sommarspelen 1972.